# Diecezja Srihotto
Diecezja Srihotto (łac. Dioecesis Sylhetensis, beng. সিলেট ধর্মপ্রদেশ) – jedna z sześciu diecezji obrządku łacińskiego w Kościele katolickim w Bangladeszu prowincji Srihotto ze stolicą w Srihotto. Ustanowiona diecezją 8 lipca 2011 przez Benedykta XVI konstytucją apostolską Sylhetensis z terenu archidiecezji Dhaki, zostając jej sufraganią.

## Biskupi
- Biskup diecezjalny: Shorot Francis Gomes (od 2021)